# Zeche Walsum
Die Zeche Walsum auch Bergwerk Walsum genannt, ist ein ehemaliges Steinkohlenbergwerk in Duisburg-Walsum. Auf dem Werkgelände befindet sich neben den Bergwerksanlagen das Kraftwerk Duisburg-Walsum, in dem Teile der hier geförderten Steinkohle direkt verstromt wurden.

## Geschichte

### Die Anfänge
Bereits in den 1880er Jahren begann der Industrielle August Thyssen im Bereich des Niederrheins, nördlich von Duisburg-Hamborn, mehrere Grubenfelder zu erwerben. Im Jahr 1903 wurde ein Feldesteil vom Grubenfeld Deutscher Kaiser abgetrennt. Noch im selben Jahr wurde die Gewerkschaft Rhein I gegründet. Im Jahr 1904 plante August Thyssen, auf seinem Grubenfeldbesitz eine Doppelschachtanlage zu errichten. Im selben Jahr reichte Thyssen beim Bergamt den Betriebsplan ein. Die Bergbehörde genehmigte noch im selben Jahr den Antrag. Im Anschluss daran wurde in 1904 mit Teufarbeiten für einen Vorschacht begonnen. Der Vorschacht wurde nur wenige Meter abgeteuft. Ab dem Jahr 1908 wurden am geplanten Bergwerksstandort Versuchsbohrungen durchgeführt. Außerdem wurden weitere Vorarbeiten zum Teufen des Schachtes 1 durchgeführt. Der Schacht sollte im Gefrierverfahren erstellt werden. Im Jahr 1909 wurden die ersten Bohrlöcher für das Gefrierverfahren erstellt. Noch im selben Jahr wurde der Betrieb wieder eingestellt. Im Jahr 1910 wurden die Arbeiten wieder aufgenommen. Es wurde eine Abschlussbohrung bis zu einer Teufe von 956 Metern erstellt. Im darauffolgenden Jahr wurden die Arbeiten erneut unterbrochen. Aufgrund des Ausbruchs des Ersten Weltkrieges wurden die Arbeiten im Jahr 1914 eingestellt. Im Jahr 1919 wurden die Arbeiten wieder aufgenommen. Im Jahr 1922 wurde ein Bohrturm/Abteufturm errichtet und die Bohrarbeiten der Gefrierlöcher fortgesetzt. Bereits im Jahr 1923 wurden die Arbeiten wieder unterbrochen, Grund war die Besetzung des Ruhrgebietes.
Nachdem August Thyssen am 4. April des Jahres 1926 gestorben war, übernahm sein Sohn Heinrich das Unternehmen. Noch im selben Jahr wurde das Bergwerkseigentum in die neu gegründete Gas- und Wasserwerke GmbH eingebracht. Im Jahr 1927 wurden die Arbeiten wieder aufgenommen. Im selben Jahr wurde von der Thyssenschen Gas- und Wasserwerke GmbH die Gewerkschaft Walsum gegründet. Außerdem wurde in diesem Jahr die Berechtsame konsolidiert. Die Berechtsame umfasste nun eine Fläche von 17,6 km2. Nach Abklärung der Besitzverhältnisse an Grubenfeldern mit der Vereinigten Stahlwerke AG konnte 1927 mit dem Abteufen des Schachtes 1 begonnen werden. Im Jahr 1929 erreichte der Schacht bei einer Teufe von 339 Metern das Steinkohlegebirge. Ein Wassereinbruch führte aber dazu, dass die Arbeiten einstweilen gestundet werden mussten. Im selben Jahr wurde Wilhelm Roelen Werksdirektor des Bergwerks. Nach seinen Plänen wurde die Zeche Walsum weiter ausgebaut. Im Jahr 1930 wurde mit den Teufarbeiten für den Schacht 2 begonnen. Der Schacht wurde neben Schacht 1 angesetzt. Um die Eigenversorgung des Bergwerks mit elektrischem Strom und mit Pressluft sicherzustellen, wurde im selben Jahr mit dem Bau eines Zechenkraftwerks begonnen. Außerdem wurden in diesem Jahr die Teufarbeiten an Schacht 1 wieder aufgenommen und bei einer Teufe von 397 Metern (- 367 m NN) im Flöz Chriemhilt die Pumpensohle angesetzt. Noch im selben Jahr wurde bei einer Teufe von 432 Metern (- 402 m NN) die Baldursohle angesetzt. Außerdem erreichte in diesem Jahr der Schacht 2 das Karbon. Anschließend wurde in diesem Jahr mit der Förderung für den Eigenbedarf begonnen.

### Die ersten Betriebsjahre
Mit Einsetzen der Weltwirtschaftskrise wurde der Betrieb ab dem Jahr 1931 stark zurückgefahren. Im selben Jahr wurde auf der Baldursohle zwischen den Schacht 1 und Schacht 2 ein Durchschlag erstellt. Im Jahr 1932 wurde im Schacht 1 bei einer Teufe von 545 Metern (- 515 m NN) die Wassersohle als 2. Sohle angesetzt. Anschließend wurde der Betrieb komplett eingestellt. Anfang der 1930er Jahre wurde auf dem Bergwerk von über Tage eine Tiefenbestimmung der Karbonoberfläche mittels Reflexionsverfahren durchgeführt. Dieses war die erste praktische Durchführung des Verfahrens im Ruhrbergbau. Sie diente dazu, den Verlauf der nachkarbonischen Hauptverwerfungen zu erkunden und zu bestimmen. Im darauffolgenden Jahr 1933 wurde der Betrieb wieder aufgenommen. Die Teufarbeiten wurden nun verstärkt weiter durchgeführt. Im selben Jahr wurde im Schacht 1 bei einer Teufe von 673 Metern (- 640 m NN) die 3. Sohle als erste Fördersohle angesetzt. Über Tage wurde im Jahr 1934 mit dem Bau eines Stichkanals begonnen (heute Nordhafen Walsum). Der Kanal wurde vom Rhein zum Bergwerk geführt, dort wurde ein Wendebecken errichtet, in dem Schiffe mit einer Tragfähigkeit von 5000 Tonnen beladen werden konnten. Um die Abwetter aus den Grubenbauen entfernen zu können, wurde im selben Jahr ein Grubenlüfter in Betrieb genommen. Der Lüfter wurde von einer Tandem-Verbunddampfmaschine angetrieben, die eine Leistung von 2600 PS hatte.
Im Jahr 1935 wurde im Schacht 1 bei einer Teufe von 800 Metern (- 770 m NN) die 4. Sohle angesetzt. Außerdem wurden in diesem Jahr die Teufarbeiten an Schacht 2 weiter geführt. Im Jahr 1936 wurde der Schacht 2 mit der 4. Sohle durchschlägig. Bei einer Teufe von 833 Metern wurden die Teufarbeiten im Schacht 1 vorerst beendet. Im selben Jahr wurde im Schacht 1 mit der regelmäßigen Förderung begonnen. Außerdem wurde in diesem Jahr der Stichkanal vom Rhein fertiggestellt. Der Kanal erreichte eine Länge von 1600 Metern. Im Jahr 1937 wurde über Schacht 1 ein Turmfördergerüst in patentierter Bauweise errichtet. Das Fördergerüst hatte eine Höhe von 70 Metern. Schacht 2 wurde einstweilen nur offen gehalten. Die Förderung erfolgte im Schacht 1 mittels vieretagiger Förderkörbe, auf denen pro Etage ein Großraumwagen mit einem Fassungsvermögen von 3,8 m3 Platz hatte. Am 2. August 1941 kam es auf dem Bergwerk zu einem Grubenbrand, hierbei wurden sechs Bergleute getötet. Im selben Jahr wurde die Waschkaue fertiggestellt. Im Jahr 1942 wurde das Feld Zollhaus verliehen. Das Feld Zollhaus hatte eine Fläche von 0,57 km2. Dadurch umfasste die Berechtsame nun eine Fläche von 18,2 km2. Im Jahr 1943 wurde die Tandemverbundmaschine des Grubenlüfters durch einen Drehstromasynchronmotor ersetzt. Gegen Ende des Zweiten Weltkrieges erlitt die Zeche Zerstörungen durch Bombeneinwirkungen. Der Betrieb musste 1945 vorübergehend eingestellt werden. Der Betrieb wurde am 2. August des Jahres 1945 wiederaufgenommen.

### Nachkriegszeit

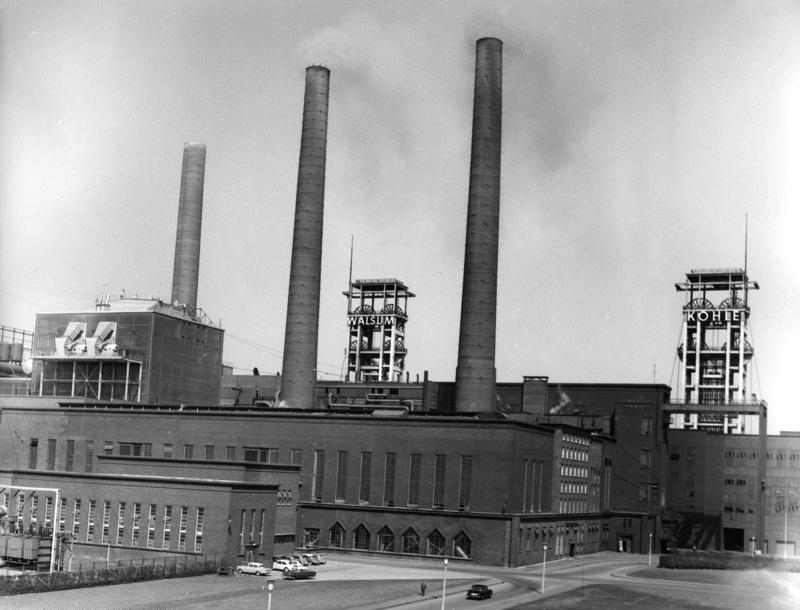
Zeche Walsum, 1959

Nach dem Zweiten Weltkrieg begann die Gewerkschaft Walsum, das Bergwerk zu einem leistungsfähigen Verbundbergwerk auszubauen. Besonderer Wert wurde auch auf den Ausbau des Zechenkraftwerks gelegt. Im Jahr 1946 wurden die 3. Sohle und die 4. Sohle als Hauptfördersohlen betrieben. Im Jahr 1951 wurde das Betriebsverwaltungsgebäude fertiggestellt. Im Jahr 1952 wurde mit der Auffahrung in das Feld Neu-Eversael begonnen. Nach erfolgten Wiederaufbauarbeiten wurde die Gewerkschaft Walsum im Jahr 1953 in die Walsum Bergbau Aktiengesellschaft (kurz Walsum AG) umgewandelt. Unter dieser Bergbaugesellschaft wurde der weiträumige Ausbau des Bergwerks fortgeführt. Noch im selben Jahr wurden die Felder Eversael, Görsicker und Hiesfeld XVI, Hiesfeld XVIII, Hiesfeld XXI erworben. Außerdem wurde begonnen, den Wetterschacht 2 zum Förderschacht umzubauen. Er erhielt ein baugleiches Fördergerüst wie Schacht 1 und wurde zunächst mit einer Wagenförderung ausgestattet. In den 1950er Jahren kam es zu Unstimmigkeiten mit den inländischen Kunden des Bergwerks. Grund war, dass die auf dem Bergwerk abgebauten Kohlen an ausländische Kunden 25 DM pro Tonne günstiger verkauft wurden als an inländische Kunden. Der damalige Bergwerksdirektor Heribert Barking war bereit, diesen Rabatt auch an die inländischen Kunden weiterzugeben, war aber aufgrund der Verpflichtungen gegenüber dem westdeutschen Verkaufskartell an die vorgegebenen Preise gebunden. Im Jahr 1956 wurde der Schacht 2 als zweiter Förderschacht in Betrieb genommen. Bis zu diesem Zeitpunkt war das Zechenkraftwerk mittlerweile auf eine elektrische Leistung von 38 Megawatt ausgebaut worden. Schacht 1 erhielt den Namen Franz Lenze, Schacht 2 den Namen Wilhelm Roelen, benannt nach langjährigen Bergwerksdirektoren der Zeche. Im selben Jahr wurden die Felder Neu-Eversael und Zollhaus geteilt. Anschließend wurden die Felder Neu-Eversael II und Zollhaus II abgegeben. Die Berechtsame umfasste nun eine Fläche 59,4 km2. Im Jahr 1957 erreichte das weiter ausgebaute Zechenkraftwerk eine Leistung von 175 Megawatt. Es war noch ein weiterer Kraftwerksblock mit einer Leistung von 150 Megawatt in Bau, der bis zum Jahr 1959 fertig gebaut werden sollte.

### Die weiteren Betriebsjahre
In den Folgejahren wurde die Zeche Walsum weiter ausgebaut. Im Jahr 1963 wurde die Gesellschaftsform des Bergwerks umgewandelt in eine Aktiengesellschaft. Im darauffolgenden Jahr wurde ab der 3. Sohle mit den Teufarbeiten für einen Blindschacht begonnen. Im Jahr 1965 wurde das Feld Am Stapp verliehen. Das Feld hatte eine Fläche von 0,18 km2. Durch diese Verleihung umfasste die gesamte Berechtsame nun eine Fläche von 59,6 km2. Zu diesem Zeitpunkt waren auf dem Bergwerk sämtliche Gewinnungsbetriebe vollmechanisiert. Auch der Strebausbau war mittlerweile in sämtlichen Streben des Bergwerks vollmechanisch. Im Jahr 1966 wurde im Blindschacht von der 3. Sohle bei einer Teufe von 913 Metern (- 880 m NN) die 5. Sohle angesetzt. Im selben Jahr wurde im Flözhorizont E/F das Augermining angewendet. Das war der erste Einsatz dieses Verfahrens im Ruhrbergbau. Zur selben Zeit wurde die Schachtförderung am Wilhelm-Roelen Schacht umgebaut auf Gefäßförderung. Im Jahr 1967 wurden die Teufarbeiten an den Schächten Franz und Wilhelm wieder aufgenommen und die Schächte wurden tiefer geteuft. Im Jahr 1968 wurde die Ruhrkohle AG gegründet und die Zeche Walsum wurde in die neugegründete Ruhrkohle AG eingegliedert. Direktor der Berggesellschaft Zeche Walsum AG war der Professor für Bergbaukunde Friedrich Adler (1916–1996). Das Bergwerk wurde der „Bergbau AG Niederrhein“ angegliedert. Im Jahr 1968 wurden die Schächte Franz und Wilhelm mit der 5. Sohle durchschlägig. Nachdem die Förderung im Wilhelm Roelen Schacht auf Gefäßförderung umgestellt worden war, konnte mit dem Schacht eine deutlich höhere Tagesförderung erzielt werden als mit der früheren Gestellförderung. Im Jahr 1969 kam es bei der Streckenförderung zu einem Unfall im Einschienenhängebahnbetrieb, hierbei wurden drei Bergleute getötet. Im Jahr 1976 erfolgte die Übernahme der Schachtanlage Wehofen 1/2 von der stillgelegten Zeche Friedrich Thyssen 2/5. Die Wehofen-Schächte dienten ausschließlich der Wasserhaltung. Im Jahr 1979 wurde mit den Vorarbeiten für den Schacht Voerde begonnen. Der Schacht wurde acht Kilometer nordwestlich des Betriebsteils 1/2 angesetzt. Im darauffolgenden Jahr wurde mit den Gefrierarbeiten begonnen. Die Länge der Gefriersäule betrug 627 Meter. Außerdem wurde in diesem Jahr im Schacht 1 mit der Förderung ab der 5. Sohle begonnen.

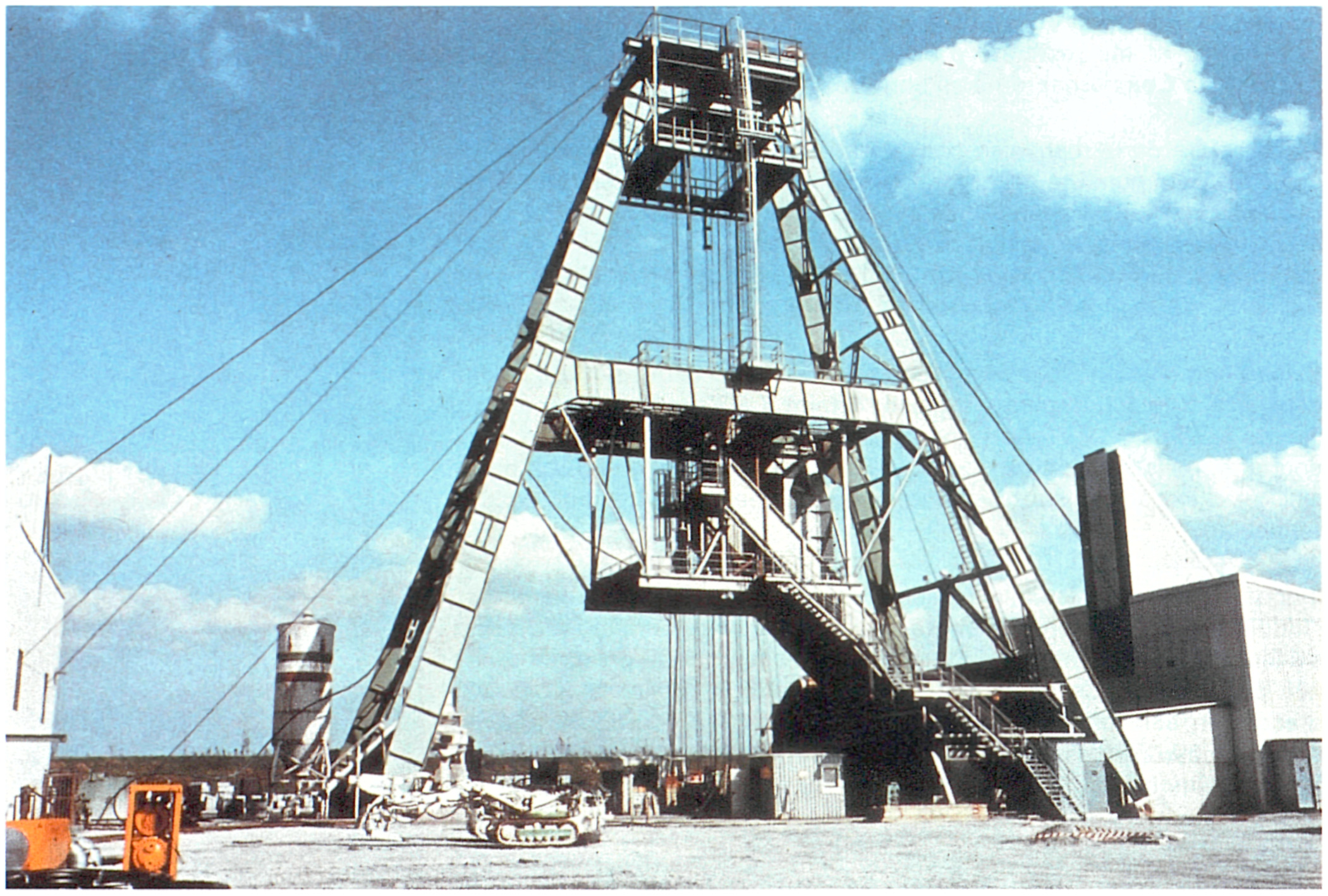
Schacht Voerde im 1982

Im Jahr 1981 begannen die eigentlichen Teufarbeiten für den Schacht Voerde. Noch im selben Jahr wurde bei einer Teufe von 639 Metern das Karbon erreicht. Im Jahr darauf wurde vom Baufeld 1/2 die 4. Sohle in Richtung Schacht Voerde aufgefahren. Außerdem wurde das nördliche Baufeld mit einer Größe von 21 km2 angepachtet. Im Jahr 1984 wurde im Schacht Voerde bei einer Teufe von 681 Metern (- 653 m NN) die 3. Sohle angesetzt. Noch im selben Jahr wurde der Schacht mit der 4. Sohle durchschlägig. Im Jahr darauf wurde im Schacht Voerde die 5. Sohle angesetzt. Außerdem wurde im selben Jahr bei einer Teufe von 993 Metern (- 965 m NN) die 6. Sohle angesetzt. Der Schacht erreichte eine Endteufe von 1060 Meter. Durch das Abteufen des Schachtes war nun der Aufschluss der nördlichen Feldesteile weiter vorangetrieben. Im Jahr 1986 wurde über einen Förderberg ein Durchschlag zwischen der 5. Sohle Walsum und der 1050 Metersohle Rheinland erstellt. Im Jahr 1987 wurde der Schacht Voerde als Außenschacht für die Seilfahrt und die Bewetterung in Betrieb genommen. Im Jahr 1988 wurde von der Zeche Rheinland mit den Teufarbeiten für den Schacht Rheinberg begonnen. Der Schacht wurde im Orsoyer Bogen auf der linken Rheinseite angesetzt und sollte als Wetterschacht für die Zechen Walsum und Rheinland dienen. Im Jahr darauf wurde im Binsheimer Feld ein Durchschlag zwischen den beiden Bergwerken erstellt. Im Jahr 1990 wurde das Baufeld Binsheimer Feld mit dem Schacht Gerdt von der Zeche Rheinland übernommen. Noch im selben Jahr wurde in dem Feld mit dem Abbau begonnen. Im Jahr 1992 wurde der Wetterschacht Rheinberg mit der 5. Sohle von Walsum durchschlägig. Im Jahr 1993 wurden der Schacht Wehofen 1 und Wehofen 2 verfüllt. Im selben Jahr wurde der Wetterschacht Rheinberg von der Verbundzeche Friedrich Heinrich/Rheinland übernommen. Im Jahr darauf wurden der Schacht Rheinpreußen 8 und der Schacht Rheinpreußen 9 übernommen. Zusammen mit dem Schacht Rheinpreußen 8 wurde auch das dazugehörige Binsheimer Feld übernommen. Im Jahr 2001 wurde der Schacht Rheinpreußen 9 verfüllt.

### Der Kampf gegen den Kohleabbau unter dem Rhein
Im Juni des Jahres 2002 erging der Planfeststellungsbeschluss der Bezirksregierung Arnsberg, der dem Bergwerk den Abbau unterhalb des Rheins genehmigte. Auf Anregung der Genehmigungsbehörde wurde für das Bergwerk ein Monitoring gegründet. Dies bestand aus verschiedenen Vertretern der einzelnen Interessengruppen und sollte als integratives Monitoring verschiedene Umweltbereiche, insbesondere den Gewässerschutz als Hauptaufgabe mit einschließen. Gegen den Rahmenbetriebsplan des Bergwerks Walsum hatte die Stadt Voerde im Jahr 2002 Klage erhoben. Gemäß dem Planfeststellungsbeschluss war ein Senkungsmaximum von bis zu 5,5 Metern zulässig. Die Stadt Voerde befürchtete, dass durch den Abbau unter den Rheindeichen die Sicherheit der öffentlichen Infrastruktur gegenüber Hochwassergefahren massiv beeinträchtigt werden würde. Des Weiteren befürchtete die Stadt, dass es durch den Abbau unter dem Stadtzentrum zu erheblichen Bergschäden kommen würde. Die Stadt Voerde sah dadurch die Umsetzung der städtebaulichen Planung gefährdet. Einige weitere Klagen folgten; die Stadt Voerde dokumentiert dies detailliert auf ihrer Homepage. Von den zuständigen Behörden wurde der Rahmenbetriebsplan wegen „überwiegenden öffentlichen Interesses“ in Kraft gesetzt (Anordnung des Sofortvollzugs). Die Stadt Voerde reichte nun ihrerseits eine Klage gegen den der Zulassung des Rahmenbetriebsplans folgenden Abbau des Flözes L/K 82 sowie gegen den Sonderbetriebsplan „Abbau unter dem Rhein“ per Eilantrag ein. Die Stadt wollte dadurch die aufschiebende Wirkung der Klage wiederherstellen. Die Anträge der Stadt Voerde wurden vom Verwaltungsgericht Düsseldorf zurückgewiesen. Auch die Beschwerden beim OVG für das Land Nordrhein-Westfalen blieben ohne Erfolg. Anfang des Jahres 2004 wies das Verwaltungsgericht Düsseldorf die Klage der Stadt gegen den Rahmenbetriebsplan in der Hauptsache zurück. Dagegen legte die Stadt Voerde Berufung ein. Über diese Berufung hat das OVG für das Land Nordrhein-Westfalen im Herbst 2005 entschieden. Es wurde in diesem Urteil der Berufung nicht stattgegeben. Dennoch hat das OVG auf einige grundlegende Rechtsfragen hingewiesen, zudem ließ es die Revision beim Bundesverwaltungsgericht zu. Die Stadt Voerde legte anschließend eine begründete Berufung ein.

### Die letzten Jahre
Nachdem der Abbau im Binsheimer Feld im Jahr 2004 beendet war, wurde es abgeworfen und der Schacht Rheinpreußen verfüllt. Bei der Landtagswahl am 22. Mai 2005 verlor die bis dahin amtierende rot-grüne Regierung unter NRW-Ministerpräsident Peer Steinbrück (SPD) gegen Jürgen Rüttgers (CDU), der eine schwarz-gelbe Koalition bildete. Im Zuge der Anpassungsmaßnahmen der Kohlenförderung der DSK wurde die Stilllegung der Zeche Walsum zum 1. Januar des Jahres 2009 beschlossen. Zum 30. Juni des Jahres 2008 wurde der Bergbau im Grubenfeld Walsum eingestellt und das Bergwerk stillgelegt.

## Förderung und Belegschaft
Die ersten bekannten Belegschaftszahlen des Bergwerks stammen aus dem Jahr 1928, in diesem Jahr waren 155 Bergleute auf der Zeche beschäftigt. Die ersten Förderzahlen stammen aus dem Jahr 1931, in diesem Jahr wurden mit 240 Beschäftigten 2192 Tonnen Steinkohle gefördert. Im Jahr 1935 wurden 108.605 Tonnen Steinkohle gefördert, die Belegschaftsstärke lag bei 500 Beschäftigten. Im Jahr 1940 wurden mit 1412 Beschäftigten 570.000 Tonnen Steinkohle gefördert. Im Jahr 1950 überschritt die Förderung erstmals die Marke von einer Million Tonnen. In diesem Jahr wurde mit 4396 Beschäftigten eine Förderung 1.286.000 Tonnen Steinkohle erbracht. Im Jahr 1955 stieg die Förderung an auf rund 2.000.000 Tonnen Steinkohle, die Belegschaftsstärke lag in diesem Jahr bei 6250 Mitarbeitern. Im Jahr 1960 stieg die Förderung an auf 2.508.000 Tonnen Steinkohle, die Belegschaftsstärke lag in diesem Jahr bei 6814 Mitarbeitern. Im Jahr 1970 wurden mit 4363 Beschäftigten 2.644.883 Tonnen Steinkohle gefördert. Im Jahr 1980 überschritt die Förderung erstmals die Marke von drei Millionen Tonnen. In diesem Jahr wurde mit 4593 Beschäftigten eine Förderung 3.225.051 Tonnen Steinkohle erbracht. Die maximale Förderung des Bergwerks wurde im Jahr 1982 erbracht. In diesem Jahr wurde eine Förderung von 3.388.866 Tonnen Steinkohle erbracht, die Belegschaftsstärke lag bei 4606 Beschäftigten. Im Jahr 1990 wurden mit 4420 Beschäftigten 2.949.339 Tonnen Steinkohle gefördert. Im Jahr 1995 überschritt die Förderung erneut die Marke von drei Millionen Tonnen. In diesem Jahr wurde mit 4173 Beschäftigten eine Förderung 3.286.858 Tonnen Steinkohle erbracht. Im Jahr 1998 wurden 2.639.861 Tonnen Steinkohle gefördert, die Belegschaftsstärke lag bei 3.759 Beschäftigten. Im Jahr 2000 wurden mit 3627 Beschäftigten 2.560.000 Tonnen Steinkohle gefördert. Im Jahr 2005 waren noch 2793 Mitarbeiter auf dem Bergwerk beschäftigt, es wurden 1.815.445 Tonnen Steinkohle gefördert. Dies sind die letzten bekannten Förder- und Belegschaftszahlen als eigenständiges Bergwerk.

## Nachwirkungen, Ewigkeitskosten
Durch den Abbau wurde eine große Fläche 10 bis 20 Höhenmeter „tiefergelegt“. Sollte jemals ein Rheindeich am linken Rheinufer brechen, würde dieses Gebiet tief unter Wasser gesetzt (siehe Hochwasserschutz am Niederrhein). Auch nach Stilllegung des Bergwerks muss weiter Grubenwasser gefördert werden („Ewigkeitskosten“). Dies betreibt an vielen ehemaligen linksrheinischen Abbauorten die LINEG.

## Sonstiges
Das benachbarte Kraftwerk Walsum wird – mit Importkohle – weiter betrieben; seit 2007 ist es um einen neuen Kraftwerksblock erweitert.
Das 1938/39 gebaute Fördergerüst des Schachtes 1 (Franz Lenze), die Fördermaschinenhäuser und das Lüftergebäude von 1943 wurden im Mai 2008 in die Denkmalliste eingetragen.
Im Oktober 2011 beantragte die Eigentümerin Ruhrkohle AG bei der Stadt Duisburg, diese Gebäude aus wirtschaftlichen Gründen abreißen zu dürfen. Der Abriss wurde bis auf das Fördergerüst von Schacht 1 umgesetzt. Schacht 2 wurde zur Hälfte demontiert. Heutzutage befindet sich dort die Grubenwasserhaltung mittels Tauchpumpen
Am 3. Mai 2013 wurde das Fördergerüst von Schacht Voerde gesprengt; dies war der Abschluss der Abbrucharbeiten auf dem Schachtgelände Voerde. Das Grundstück soll in eine landwirtschaftliche Nutzung zurückgeführt werden.

## Trivia
Die Zeche diente als Drehort für die erste Folge der ersten Germany’s-Next-Topmodel-Staffel.

## Bilder

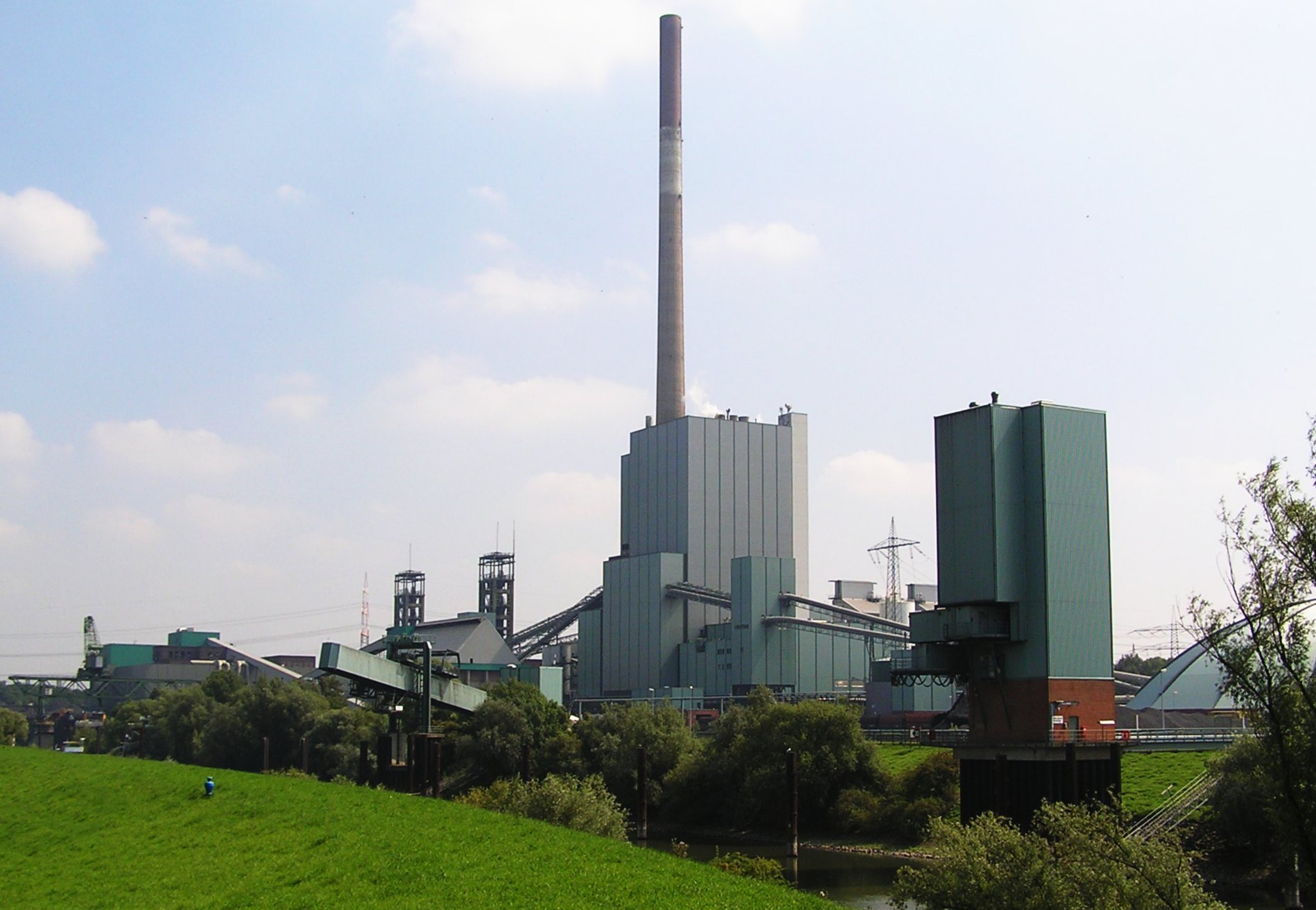
Zeche Walsum, Hafenseite
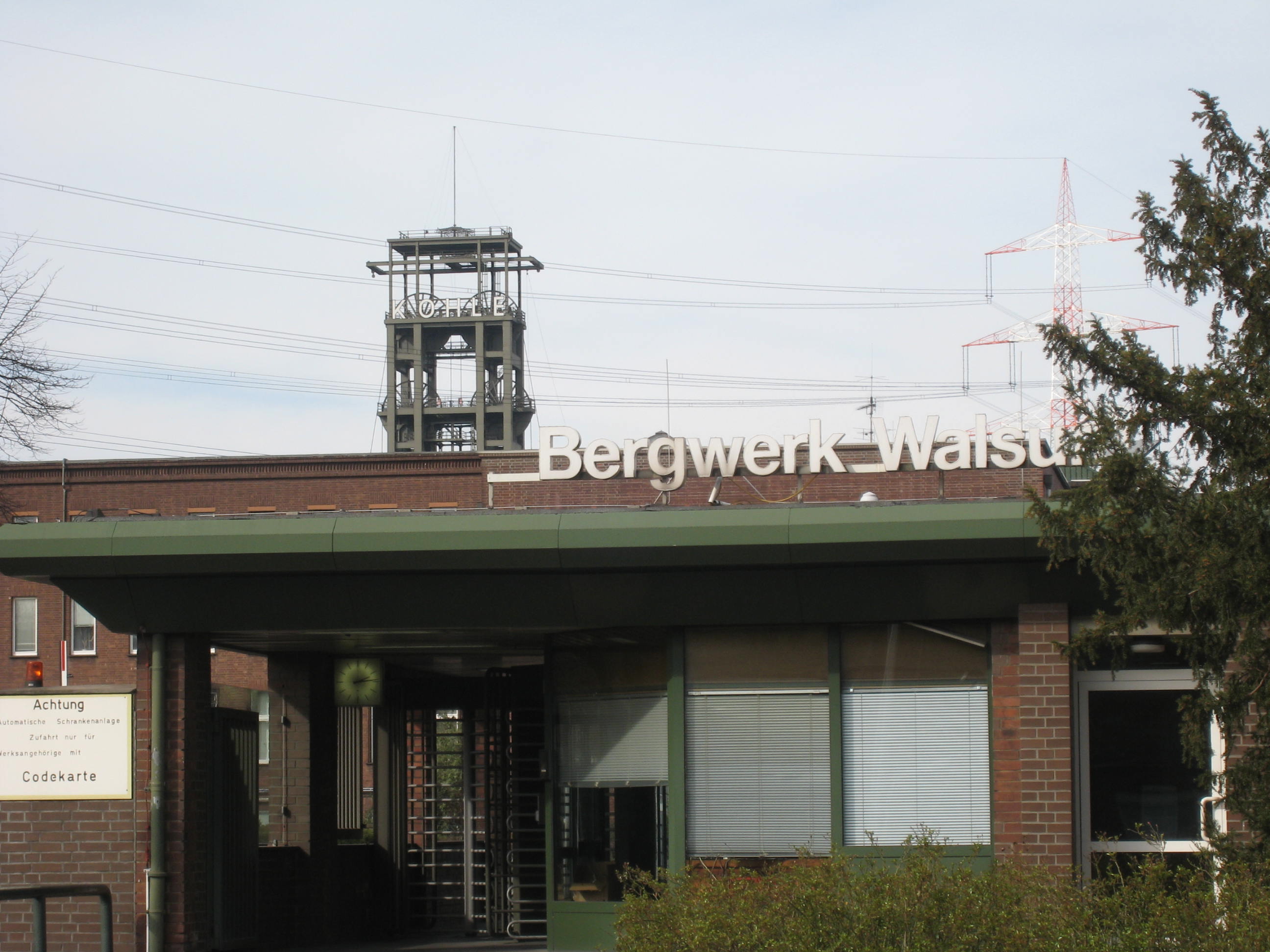
Eingang zum Zechengelände
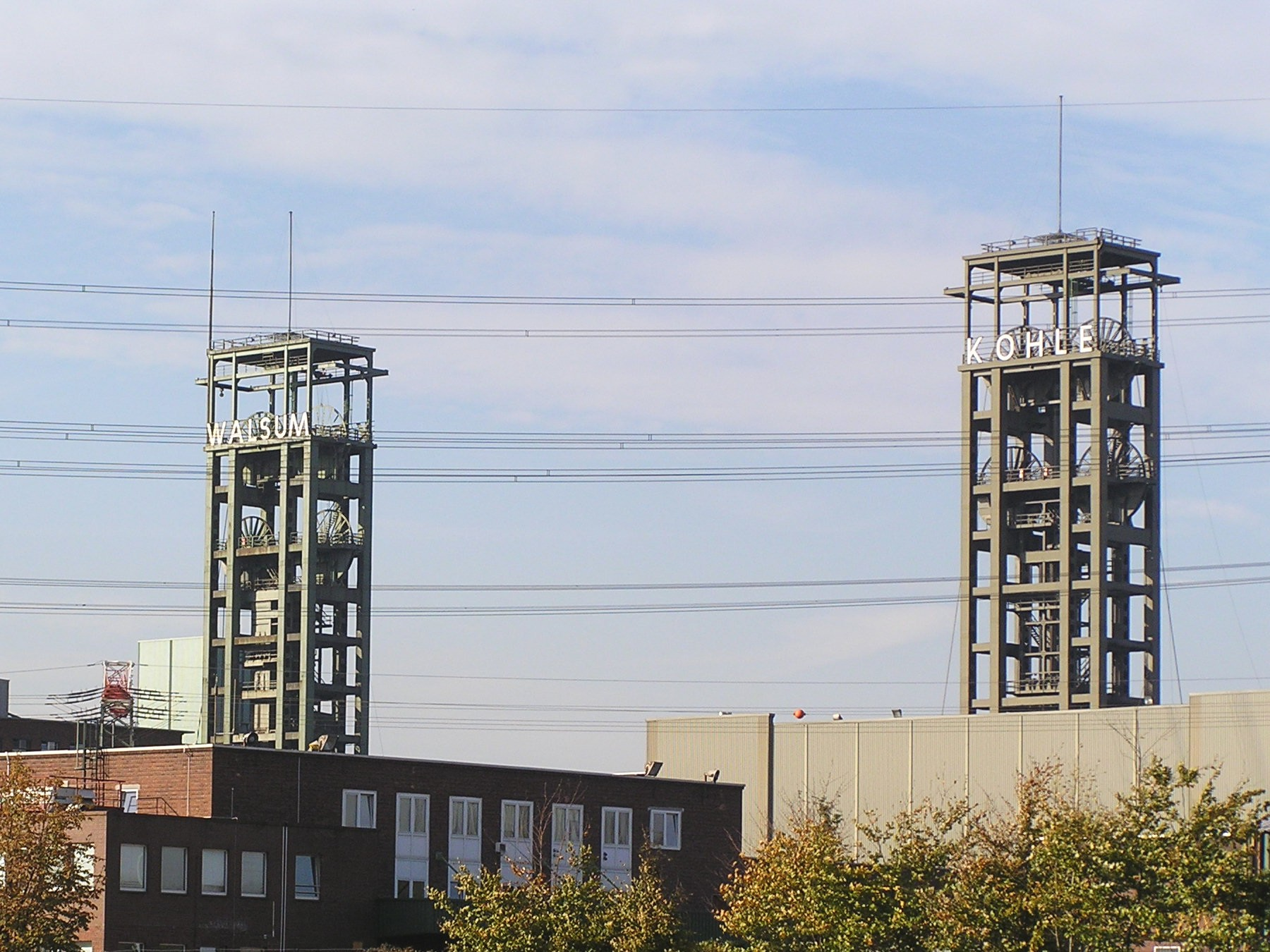
Turmgerüste der Schächte 1 und 2 von Süden
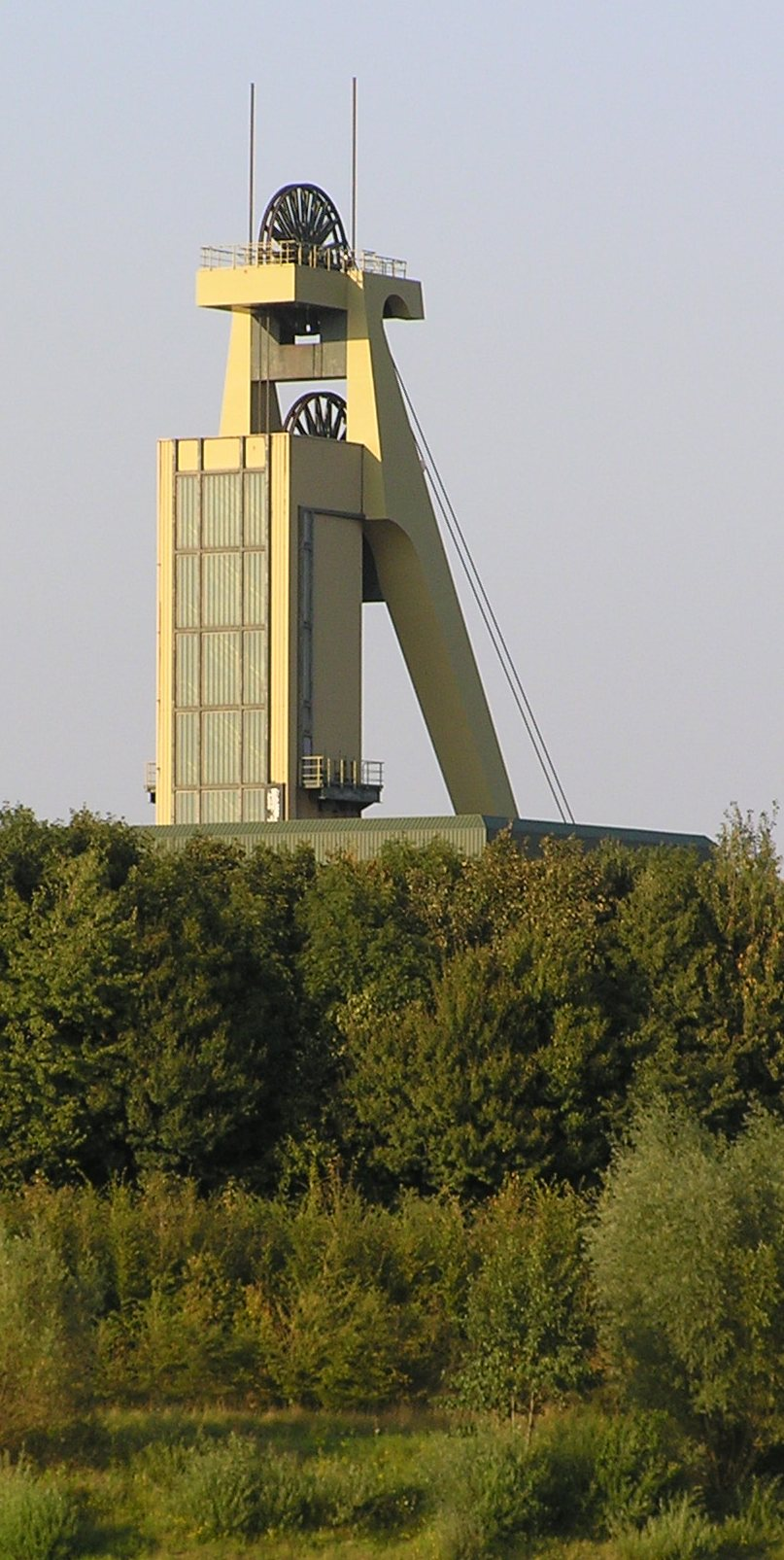
Schacht Voerde

## Kohleabbau – Aufnahmen von 1962

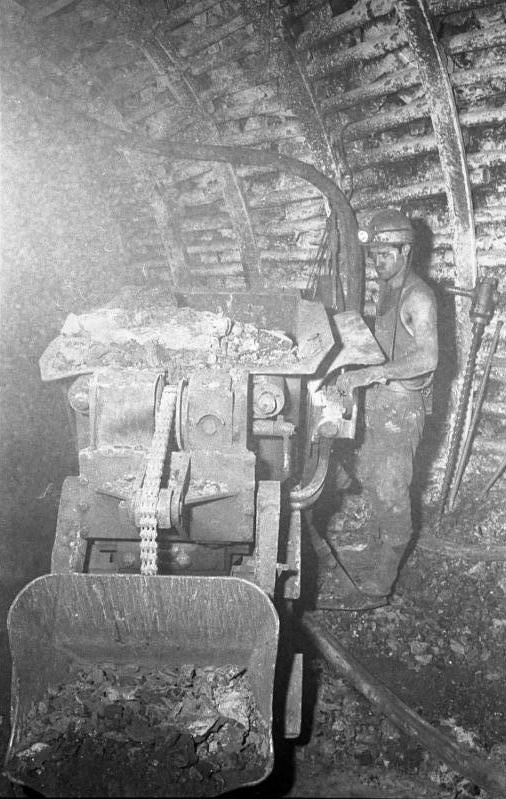
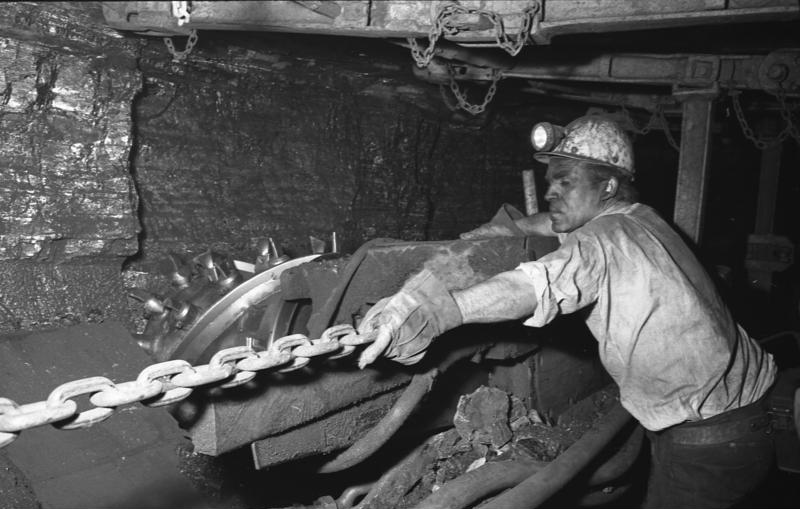
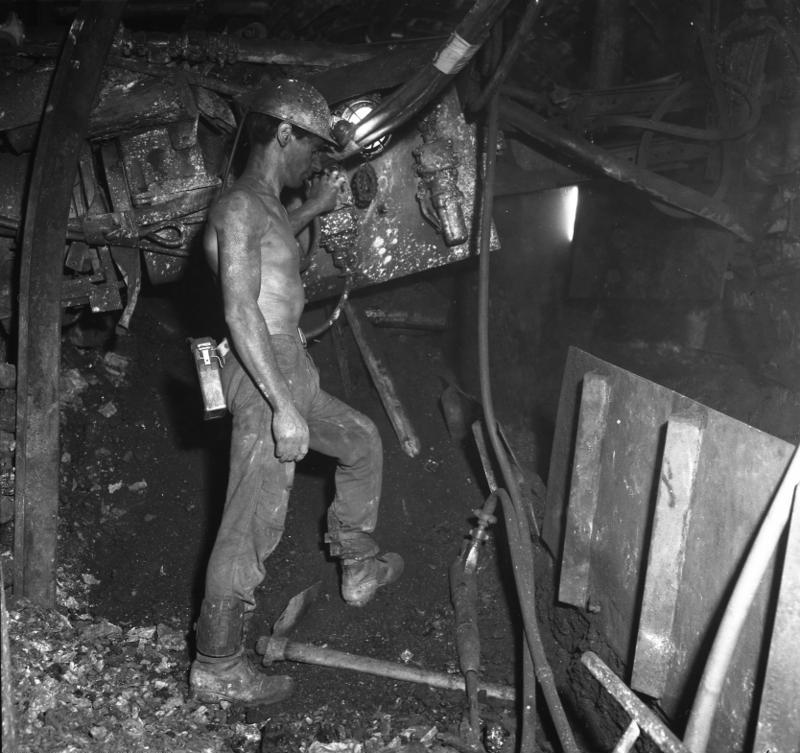
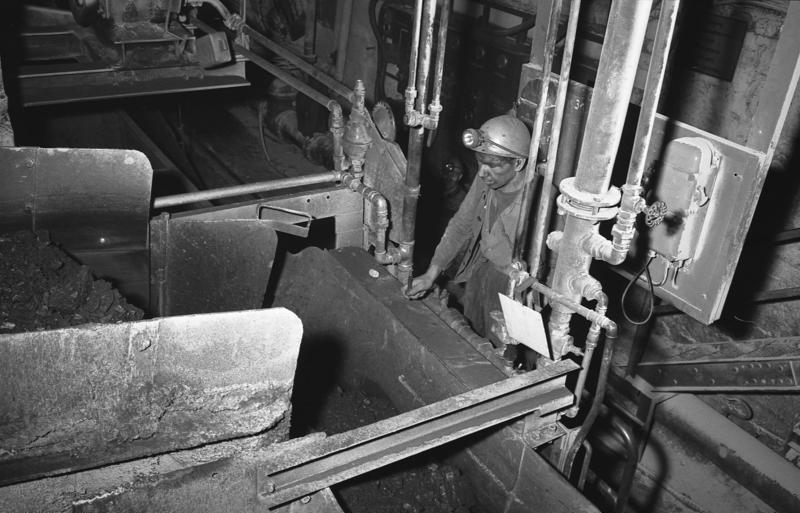